# La République (Soitoux)
La République est une statue monumentale de Jean-François Soitoux, érigée sur le quai Malaquais à Paris, en France. Réalisée en 1848, il s'agit de la première représentation de la République commandée par le gouvernement français.

## Description
L'œuvre est érigée à l'extrémité orientale du quai Malaquais, dans le 6e arrondissement de Paris, sur un terre-plein (place Mahmoud-Darwich) au débouché de la rue de Seine, à côté de l'Institut de France. Il s'agit d'une statue en pierre. Elle représente une allégorie de la République, sous les traits d'une femme en toge, la tête ceinte d'une couronne triomphale en rameaux de chêne fermée par une étoile. Elle porte une épée dans sa main droite, tandis que sa main gauche repose sur un faisceau de licteurs. À ses pieds, une ruche symbolise le travail.
La statue repose sur un piédestal en pierre sur lequel est gravée une inscription mentionnant son titre, son auteur et un résumé des circonstances de sa création et de son installation.

## Historique
La République est l'œuvre du sculpteur français Jean-François Soitoux (1824-1891). Il remporte un concours lancé le 18 mars 1848 par le nouveau gouvernement de la Deuxième République, soit moins d'un mois après sa proclamation. Il s'agit alors de la première représentation de la République officiellement commandée par un gouvernement français. Son modèle en plâtre accepté, Soitoux présente la statue finale au Salon de 1850, où elle reçoit une médaille. La chute de la République, à la fin 1851, compromet son installation et la statue est remisée.
La Ville de Paris acquiert l'œuvre en 1879 et l'implante devant l'Institut le 24 février 1880. Elle est à nouveau mise en dépôt en 1962, puis restaurée et placée à son emplacement actuel, un peu plus à l'ouest que l'ancien, le 23 septembre 1992, à l'occasion du bicentenaire de la proclamation de la Première République.
L'inscription de 1992 sur le piédestal résume l'histoire de cette œuvre : 

« La République de Jean-François Soitoux. Première représentation officielle de la République Française commandée par le gouvernement de la Deuxième République à l’issue d’un concours lancée le 18 mars 1848. Implantée devant l’Institut le 24 février 1880. A été restauré aux frais de la Ville de Paris et réimplantée en ce lieu par Jacques Chirac, maire de Paris, le 23 septembre 1992 à l’occasion du bicentenaire de la proclamation de la République. »

## Galerie

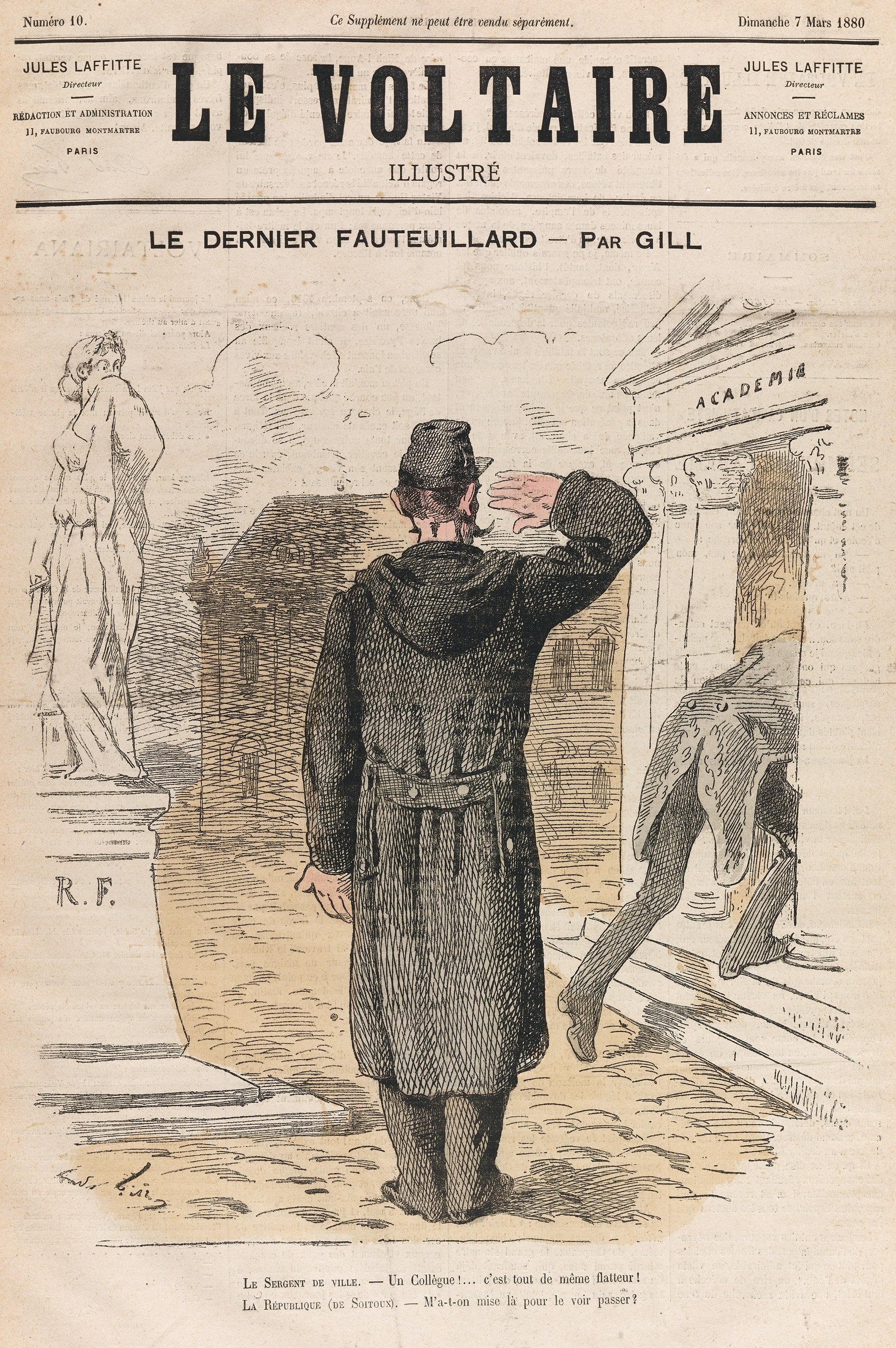
Caricature en 1880.
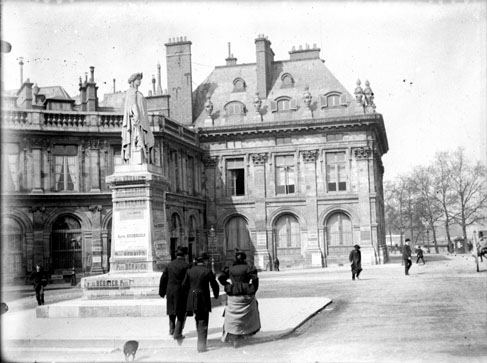
La statue devant l'Institut en 1898.
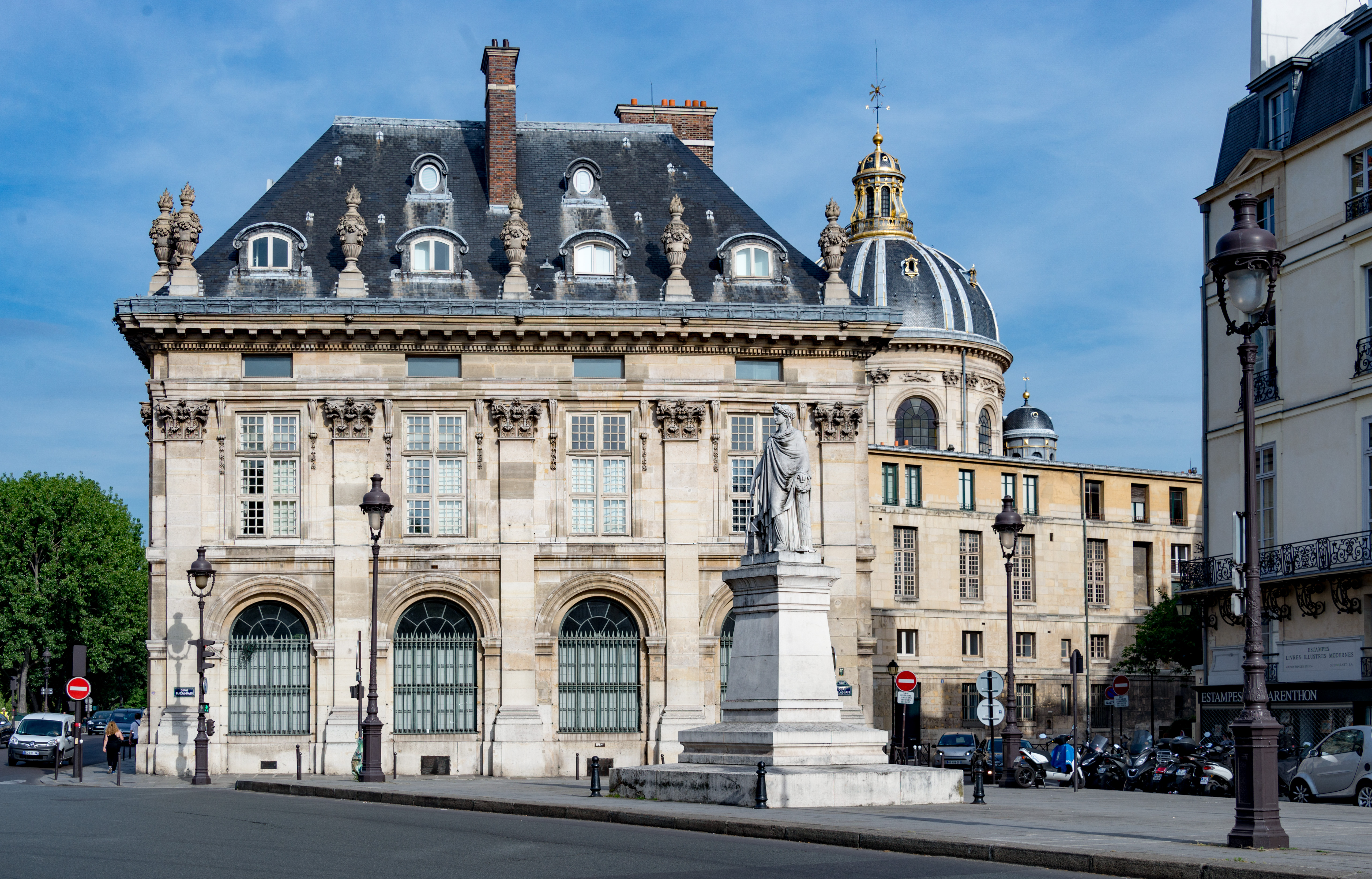
La statue à son nouvel emplacement, en 2017.
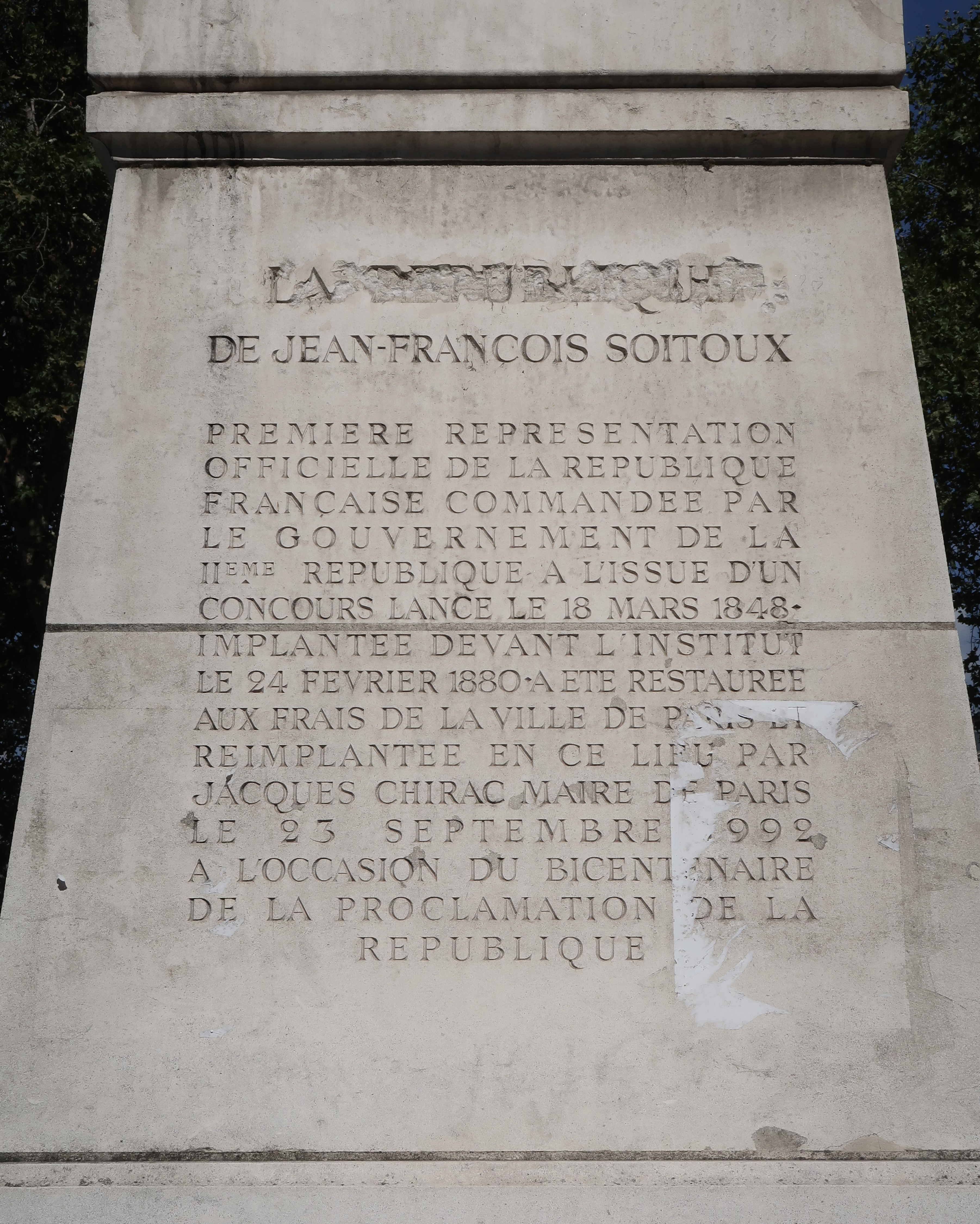
Inscription sur le socle.